# Комісія Держради з нагляду та управління державним майном Китаю
Комісія Держради з нагляду та управління державним майном Китаю (англ. State-owned Assets Supervision and Administration Commission of the State Council, SASAC)  — є спеціальною комісією Китайської Народної Республіки, яка безпосередньо підпорядковується Державній раді. Він був заснований у 2003 році шляхом консолідації різних інших галузевих міністерств. SASAC відповідає за управління державними підприємствами (ДП), включаючи призначення вищого керівництва та схвалення будь-яких злиттів або продажу акцій чи активів, а також розробку законів, пов'язаних з ДП.
Станом на  2021, її компанії мали об'єднані активи на трильйонів CN¥194 (US$30 trillion), дохід понад трильйонів CN¥30 (US$4.6 trillion), і оціночна вартість акцій трильйонів близько CN¥65 (US$10.06 trillion), що робить її найбільшим економічним суб'єктом у світі. За нагляд за SASAC відповідає Віце-прем'єр Державної ради Китайської Народної Республіки Чжан Гоцін.

## Історія
SASAC було створено у 2003 році для консолідації галузевої бюрократії.: 15 
У 2017 році Державна рада схвалила зміну місії SASAC з управління державними підприємствами на спрямування державного капіталу в стратегічні сектори економіки.: 16 

## Значущість
SASAC контролює державні підприємства Китаю в нефінансових галузях, які Державна рада вважає стратегічно важливими, включно з національними лідерами в таких сферах, як енергетика, інфраструктура, стратегічні корисні копалини та цивільна авіація.: 79 
Державні інвестиційні компанії SASAC служать механізмом, за допомогою якого китайський уряд може впливати на ринок шляхом використання капіталу, а не урядових директив.: 16 
| #  | Англійська назва                                                      | Китайська назва                            |
| -- | --------------------------------------------------------------------- | ------------------------------------------ |
| 1  | State Power Investment Corporation                                    | 国家电力投资集团公司                       |
| 2  | China Aerospace Science and Technology Corporation                    | 中国航天科技集团公司                       |
| 3  | China Aerospace Science and Industry Corporation                      | 中国航天科工集团公司                       |
| 4  | Aviation Industry Corporation of China                                | 中国航空工业集团公司                       |
| 5  | China State Shipbuilding Corporation                                  | 中国船舶工业集团公司                       |
| 6  | China North Industries Group Corporation                              | 中国兵器工业集团公司                       |
| 7  | China South Industries Group Corporation                              | 中国兵器装备集团公司                       |
| 8  | China Electronics Technology Group                                    | 中国电子科技集团公司                       |
| 9  | Aero Engine Corporation of China                                      | 中国航空发动机集团有限公司                 |
| 10 | China National Petroleum Corporation                                  | 中国石油天然气集团公司                     |
| 11 | China Petrochemical Corporation                                       | 中国石油化工集团公司                       |
| 12 | China National Offshore Oil Corporation                               | 中国海洋石油集团有限公司                   |
| 13 | State Grid Corporation of China                                       | 国家电网公司                               |
| 14 | China Southern Power Grid                                             | 中国南方电网有限责任公司                   |
| 15 | China Huaneng Group                                                   | 中国华能集团公司                           |
| 16 | China Datang Corporation                                              | 中国大唐集团公司                           |
| 17 | China Huadian Corporation                                             | 中国华电集团公司                           |
| 18 | China Three Gorges Corporation                                        | 中国长江三峡集团公司                       |
| 19 | China Energy Investment Corporation                                   | 国家能源投资集团有限责任公司               |
| 20 | China Telecommunications Corporation                                  | 中国电信集团公司                           |
| 21 | China United Network Communications Group                             | 中国联合网络通信集团有限公司               |
| 22 | China Mobile Communications Corporation                               | 中国移动通信集团公司                       |
| 23 | China Electronics Corporation                                         | 中国电子信息产业集团有限公司               |
| 24 | FAW Group                                                             | 中国第一汽车集团公司                       |
| 25 | Dongfeng Motor Corporation                                            | 东风汽车公司                               |
| 26 | China First Heavy Machinery Group Corporation                         | 中国一重集团有限公司                       |
| 27 | Sinomach                                                              | 中国机械工业集团有限公司                   |
| 28 | Harbin Electric Corporation                                           | 哈尔滨电气集团公司                         |
| 29 | Dongfang Electric Corporation                                         | 中国东方电气集团有限公司                   |
| 30 | Ansteel Group                                                         | 鞍钢集团公司                               |
| 31 | Baosteel Group                                                        | 中国宝武钢铁集团有限公司                   |
| 32 | Aluminum Corporation of China                                         | 中国铝业公司                               |
| 33 | China COSCO Shipping                                                  | 中国远洋海运集团有限公司                   |
| 34 | China National Aviation Holding                                       | 中国航空集团公司                           |
| 35 | China Eastern Airlines Group                                          | 中国东方航空集团公司                       |
| 36 | China Southern Air Holding                                            | 中国南方航空集团公司                       |
| 37 | Sinochem Group                                                        | 中国中化集团公司                           |
| 38 | COFCO Group                                                           | 中粮集团有限公司                           |
| 39 | China Minmetals Corporation                                           | 中国五矿集团公司                           |
| 40 | China General Technology Group                                        | 中国通用技术（集团）控股有限责任公司       |
| 41 | China State Construction Engineering Corporation                      | 中国建筑工程总公司                         |
| 42 | China Grain Reserves Corporation                                      | 中国储备粮管理集团有限公司                 |
| 43 | State Development &amp; Investment Corporation                        | 国家开发投资公司                           |
| 44 | China Merchants Group                                                 | 招商局集团有限公司                         |
| 45 | China Resources                                                       | 华润（集团）有限公司                       |
| 46 | China Travel Service (Hong Kong)                                      | 中国旅游集团公司[香港中旅（集团）有限公司] |
| 47 | Commercial Aircraft Corporation of China                              | 中国商用飞机有限责任公司                   |
| 48 | China Energy Conservation and Environmental Protection Group          | 中国节能环保集团公司                       |
| 49 | China International Engineering Consulting Corporation                | 中国国际工程咨询公司                       |
| 50 | China Chengtong Holding Group                                         | 中国诚通控股集团有限公司                   |
| 51 | China National Coal Group                                             | 中国中煤能源集团有限公司                   |
| 52 | China Coal Technology and Engineering Group                           | 中国煤炭科工集团有限公司                   |
| 53 | China Academy of Machinery Science and Technology                     | 机械科学研究总院                           |
| 54 | Sinosteel Corporation                                                 | 中国中钢集团公司                           |
| 55 | China Iron and Steel Research Institute Group                         | 中国钢研科技集团有限公司                   |
| 56 | ChemChina                                                             | 中国化工集团公司                           |
| 57 | China National Chemical Engineering Group                             | 中国化学工程集团公司                       |
| 58 | China National Salt Industry Corporation                              | 中国盐业总公司                             |
| 59 | China National Building Material Group                                | 中国建材集团有限公司                       |
| 60 | China Nonferrous Metal Mining Group                                   | 中国有色矿业集团有限公司                   |
| 61 | General Research Institute for Nonferrous Metals                      | 北京有色金属研究总院                       |
| 62 | General Research Institute of Mining and Metallurgy                   | 北京矿冶研究总院                           |
| 63 | China International Intellectech Corporation                          | 中国国际技术智力合作公司                   |
| 64 | China Academy of Building Research                                    | 中国建筑科学研究院                         |
| 65 | CRRC Group                                                            | 中国中车集团公司                           |
| 66 | China Railway Signal and Communication                                | 中国铁路通信信号集团公司                   |
| 67 | China Railway Engineering Corporation                                 | 中国铁路工程总公司                         |
| 68 | China Railway Construction Corporation                                | 中国铁道建筑总公司                         |
| 69 | China Communications Construction                                     | 中国交通建设集团有限公司                   |
| 70 | Potevio Group                                                         | 中国普天信息产业集团公司                   |
| 71 | China Academy of Telecommunications Technology (Datang Telecom Group) | 电信科学技术研究院                         |
| 72 | China National Agricultural Development Group                         | 中国农业发展集团有限公司                   |
| 73 | China Silk Corporation                                                | 中国中丝集团公司                           |
| 74 | China Forestry Group                                                  | 中国林业集团公司                           |
| 75 | China National Pharmaceutical Group                                   | 中国医药集团总公司                         |
| 76 | China Poly Group Corporation                                          | 中国保利集团公司                           |
| 77 | China Construction Technology Consulting Corporation                  | 中国建筑设计研究院                         |
| 78 | China Metallurgical Geology Bureau                                    | 中国冶金地质总局                           |
| 79 | China National Administration of Coal Geology                         | 中国煤炭地质总局                           |
| 80 | Xinxing Cathay International Group                                    | 新兴际华集团有限公司                       |
| 81 | TravelSky                                                             | 中国民航信息集团公司                       |
| 82 | China National Aviation Fuel Group                                    | 中国航空油料集团公司                       |
| 83 | China Aviation Supplies Holding                                       | 中国航空器材集团公司                       |
| 84 | Powerchina                                                            | 中国电力建设集团有限公司                   |
| 85 | China Energy Engineering Corporation                                  | 中国能源建设集团有限公司                   |
| 86 | China National Gold Group Corporation                                 | 中国黄金集团公司                           |
| 87 | China General Nuclear Power Group                                     | 中国广核集团有限公司                       |
| 88 | China Hualu Group                                                     | 中国华录集团有限公司                       |
| 89 | Nokia-Sbell                                                           | 上海诺基亚贝尔股份有限公司                 |
| 90 | FiberHome Technologies Group                                          | 武汉邮电科学研究院 (烽火科技集团)          |
| 91 | Overseas Chinese Town Enterprises                                     | 华侨城集团公司                             |
| 92 | Nam Kwong Group                                                       | 南光（集团）有限公司[中国南光集团有限公司] |
| 93 | XD Group                                                              | 中国西电集团公司                           |
| 94 | China Railway Materials                                               | 中国铁路物资（集团）总公司                 |
| 95 | China Reform Holdings Corporation                                     | 中国国新控股有限责任公司                   |

## Установи, що належать до SASAC
- Інформаційний центр
- Науково-технологічний центр роботи наглядових рад
- Тренувальний центр
- Центр економічних досліджень
- Видавництво економіки Китаю
- Китайська академія керівників бізнесу, Далянь